# Kaltukatjara
Kaltukatjara (25°47′20″S 128°59′50″E / -25.788763, 128.997345) es una remota comunidad aborigen australiana en el Territorio del Norte de ese país. Está ubicada al suroeste de Alice Springs, al oeste de la Carretera Stuart y cerca de la frontera entre Australia Occidental y el Territorio del Norte. Según el censo de 2006, Kaltukatjara tenía una población de 355 habitantes.
La comunidad también es conocida como Docker River, el cual es el nombre europeo para la localidad. Se encuentra sobre un uadi llamado arroyo Docker en lado norte del extremo occidental de las Serranías Petermann, en la esquina suroeste del Territorio del Norte en Australia.

## Historia
En 1968 se estableció un asentamiento permanente en Docker River para aliviar la presión sobre la localidad de Warburton y otorgar una oportunidad a los aborígenes australianos para que puedan vivir más cerca de sus tierras nativas.
PY Media indica que Kaltukatjara adquirió su nombre europeo de Docker River del explorador Ernest Giles, al igual que otra historia:

El lugar en donde ahora se encuentra Kaltukatjara fue llamado originalmente Docker River por Ernest Giles durante su expedición de 1872.

Los pastores Duguid y Strehlow midieron el área en los años 1930 con miras a fundar un asentamiento para personas en la zona. Se decidió no proceder con ese plan en ese momento. Durante los años 1930 y 1940, misioneros luteranos dijeron a los pitjantjatjara de la región de Kaltukatjara que se dirigan a Areyonga (en ese entonces una estación remota de la misión de Hermannsburg en donde iban a recibir comida y ropas. Aunque muchos anangu se trasladaron bajo su propia voluntad, algunos se quedaron en la serranía. 
 En los años 1960 los anangu de Areyonga tenían un fuerte deseo de volver a la región de los alrededores de Docker River y con ayuda del gobierno se estableció un asentamiento permanente allí en 1967-8. Unos 300 anangu se mudaron allí para fundar la nueva localidad.
Según la proclamación de la Ley de Derechos de Tierras Aborígenes (N.T.), 1976, los anangu de la región obtuvieron el título de estas tierras tradicionales que abarcan un área de 44.970 kilómetros cuadrados.

## Geografía
Kaltukatjara se encuentra sobre la Carretera Petermann, la cual se convierte en la Gran Carretera Central cuando cruza la frontera a Australia Occidental 7 kilómetros al oeste.

## Clima
Según los registros climáticos de la estación climática más cercana en Giles en Australia Occidental, Kaltukatjara cuenta con temperaturas máximas promedio de 37,2 grados celcius en enero y una temperatura máxima promedio de 19,9 grados en el invierno en julio. Las temperaturas mínimas promedio durante la noche oscilan entre los 23,5 grados en enero y 6,8 grados en junio.
La precipitación anual promedio es de 284,2 milímetros.

## Demografía
El censo de 2001 del ABS registró que había 297 personas viviendo en la comunidad, un incremento de 20 sobre las 277 personas contabilizadas en el censo de 1997.
Las personas hablan pitjantjatjara y ngaatjatjarra y se identifican en su gran mayoría como miembros del pueblo anangu.
El censo de 2001 también reveló que Kaltukatjara era segundo en el Territorio del Norte solo detrás de su vecino del norte, Kintore, en contar con la mayor proporción de su población trabajando en el sector salud y de servicios comunitarios con un 26.3%.

## Gobierno
Antes del 1 de julio de 2008, Kaltukatjara era servido por el Consejo Comunitario de Kaltukatjara, compuesto de doce residentes que eran electos anualmente. El Consejo servía como el gobierno local y calificaba como un área de gobierno local. El 1 de julio de 2008, se integró a la nueva Shire de MacDonnell.

## Infraestructura
El agua para el pueblo es obtenida de 3 pozos, uno ubicado cerca de los tanques en tierra y dos aproximadamente a un 1,5 kilómetros al oeste de la comunidad. Existen 3 tanques en tierra y uno elevado. La calidad del agua es de un alto estándar y solo se necesita tratarla con cloro en raras ocasiones.
Kaltukatjara tiene un sistema de alcantarillado y algunas de las casas cuentan con sus propios tanques sépticos.
La electricidad es proveída por 3 generadores a diesel.
Los caminos dentro de la localidad están sellados, aunque la Carretera Petermann (el principal acceso a la comunidad) no.
Kaltukatjara cuenta con una pista de aterrizaje sin pavimentar, un supermercado (con venta de gasolina), un centro de Arte y Artesanía Maruku, un salón de recreación, un asilo de ancianos, un centro de salud, una escuela, dos teléfonos públicos, un óvalo de fútbol australiano y una cancha de baloncesto.
Existe una iglesia luterana con un pastor residente, administrada por la junta de la Misión de Finke River de la Iglesia Luterana.
En 2009, los dromedarios cimarrones se convirtieron en un serio problema para los residentes locales. Se realizaron preparaciones para cazar a 6.000 de los animales utilizando un francotirador.